# Дубровицьке князівство
Дубровицьке князівство — руське удільне князівство.

## Історія
Утворилося князівство з Турово-Пінської землі в 1167–1174. Після смерті Юрія Ярославича остаточно оформилося до початку XIII століття.
Після загибелі батька Степанське князівство отримав Гліб Олександрович, натомість незнаний з джерел старший син отримав Дубровицю.
З останньої чверті XIV століття Дубровицьким князівством володіли князі Гольшанські.
Центром князівства було місто міста Дубровиця (нині місто в Сарненському районі Рівненської області). Згодом від князівства виокремився степанський уділ.

## Дубровицькі князі
- Гліб Юрійович (1168—1190)
- Олександр Глібович (1190—1223)
- Старший син Олександра Глібовича (1223–?)

### Гольшанські[3]
Юрій Семенович Гольшанський у 1430-1440-их роках отримав від Свидригайла Ольгердовича у володіння Степанське і Дубровицьке князівства. Представники роду Гольшанських володіли місто понад століття.
- Юрій Семенович Гольшанський (після 1440—1457)
- Іван Юрійович Гольшанський (1457—1481)
- Семен Юрійович Гольшанський (1481—1505)
- Юрій Іванович Гольшанський (1505—1536)
- Іван (Януш) Юрійович Гольшанський (1536—1549)
- Семен Юрійович Гольшанський-Дубровицький (1549—1556)

Семен Юрійович Гольшанський (пом. 1556) був останнім представником роду Гольшанських чоловічої статі. Після смерті його спадок був розділений між сестрами князя. Дубровицю, зокрема, отримала сестра князя Марія Юріївна Гольшанська. Згодом містечко стає володінням роду Фірлеїв, а від них — роду Сапігів. З XVIII століття місцевість потрапила у володіння графів Плятерів.